# Universidade da Califórnia em Irvine
A Universidade da Califórnia em Irvine é uma universidade pública estadunidense localizada em Irvine, Califórnia. É uma das dez instituições pertencentes à rede da Universidade da Califórnia, habitualmente citada como UCI ou UC Irvine. A universidade é denominada em memória da Irvine Company, que doou o terreno para a instalação da universidade.
A UCI é a quarta maior universidade pública do estado após a Universidade da Califórnia em Berkeley, Universidade da Califórnia em Los Angeles e Universidade da Califórnia em San Diego. UC Irvine é considerada a melhor universidade pública dos Estados Unidos criada nos últimos 50 anos.

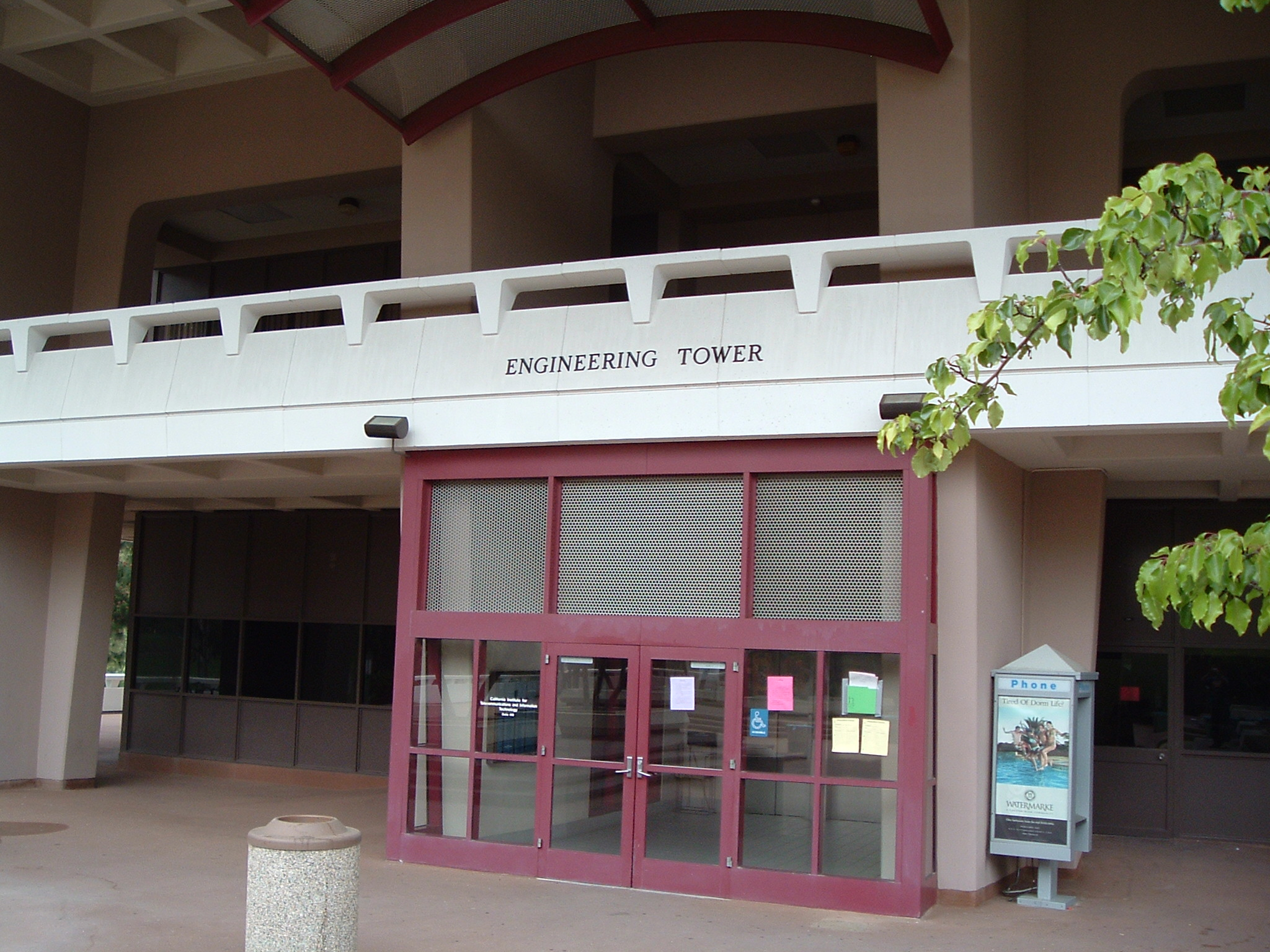
Entrada da Engineering Tower.